# Uda (emperador)
L'emperador Uda (宇 多 天皇, Uda-Tennō, 10 de juny de 867 - 3 de setembre de 931) va ser el 59è emperador del Japó, segons l'ordre tradicional de successió. Va regnar entre el 887 i el 897. Abans de ser ascendit al Tron de Crisantem, el seu nom personal (imina) era Príncep Imperial Sadami (Sadami-shinnō).